# Történelmi Képcsarnok
A Történelmi Képcsarnok a Magyar Nemzeti Múzeum ikonográfiai gyűjteményi egysége.

## A Történelmi Képcsarnok gyűjteményei
A Történelmi Képcsarnok legnagyobb gyűjteménye a mintegy 43 000 lapból álló Grafikai Gyűjtemény, amely több tematikus egységre tagolódik (portrék, veduták, esemény- és viseletképek stb.). A Grafikai Gyűjteményhez tartozik kb. 2000 db-os rézdúc és egy közel 500 kötetes, illusztrált régi nyomtatványokból álló kézikönyvtár is.
A mintegy 2700 darabos Festménygyűjtemény nagy része a 16. századtól a 20. századig terjedő időszakból származó portré. Emellett kisebb számban veduták és eseményábrázolások is találhatók a gyűjteményben.
A Történelmi Képcsarnok őrzi az 1990-ben megszűnt Magyar Munkásmozgalmi Múzeum képzőművészeti gyűjteményét is, amely főleg 20. századi ábrázolásokat tartalmaz, s mintegy 8000 grafikából, 1000 festményből és szoborból áll.

## A Történelmi Képcsarnok története
A Magyar Történelmi Képcsarnokot 1884-ben alapította Trefort Ágoston kultuszminiszter azzal a céllal, hogy a magyar történelemmel kapcsolatos ábrázolások gyűjteményeként, azaz a magyar történelem „képi forrásainak” kollekciójaként támogassa a történeti kutatásokat. A Képcsarnok első vezetője Pulszky Károly volt, aki a gyűjtemények alapját képező anyagot (mintegy 15 000 grafikát és 400 festményt és kisplasztikát) a Nemzeti Múzeum Képtárától és a Széchényi Könyvtár metszettárából vette át.
Alapításakor a Képcsarnok nem jutott önálló épülethez, így történetének első évtizedei alatt háromszor is így költöznie kellett. Az első években az 1879-re felépült Várkert Bazár északi részében, az eredetileg elegáns üzletsornak szánt helyiségekben működött, ahol 1886-tól állandó kiállításon is bemutatta gyűjteménye legjavát, köztük a magyar történelem számos nevezetes alakjának arcképét. A Budapesti Hírlap 1886. január 18-i száma így tudósított a „magyar pantheon” tíz teremből álló, 164 festményt bemutató tárlatának aznapi megnyitásáról: „A megjelentek mindannyian kegyelettel tekintettek azok képmásaira, kik elmúlt századok viharos és derült korszakában vagyonukkal, életükkel, tudományukkal, eszükkel szolgálták a hazát. Példa gyanánt nézze őket az utókor, hogy e hazának fiai jó és rossz időben egyaránt méltó követői legyenek dicső elődüknek.”
A Várkert Bazár helyiségei a falak nedvesedése miatt nem bizonyultak megfelelő helyszínnek, ezért 1892-ben a Képcsarnok átköltözött a Városligetbe, az 1885-ös Országos Általános Kiállítás épült (régi) Műcsarnok (ma: Millennium Háza) épületébe. Itt két évvel később újabb állandó kiállítás nyílt, amely tizenegy teremben immár 497 festményt és grafikát vonultatott fel.
1895 augusztusában a gyűjteménynek újra költöznie kellett, mert a Műcsarnok épületét a millenniumi kiállítás igazgatósága vette használatba. A Képcsarnok anyagát ekkor a Magyar Tudományos Akadémia palotájában helyezték el, ahol az Országos Képtár is működött. Ez utóbbi 1906-ban átköltözött az újonnan felépült Szépművészeti Múzeumba, így 1907-ben a Képcsarnok megnyithatta harmadik állandó kiállítását az Akadémia épületének harmadik emeletén.
Három évtizeddel később a gyűjtemény újra költözni kényszerült: az addig az Országos Képtár, majd a Szépművészeti Múzeum tagintézményeként működő Képcsarnokot 1934-ben, a Nemzeti Múzeum újjászervezésekor (az 1934/VIII. törvénycikk értelmében) a Nemzeti Múzeum Történeti Múzeumához csatolták, gyűjteményét is a Múzeum körúti épületben helyezték el, ott azonban önálló kiállítóteret már nem kaphatott.

## A Történelmi Képcsarnok vezetői
- Pulszky Károly (munkatársa 1881-től, igazgatója 1884–1896)[1]
- Kammerer Ernő (Országos Képtár és Történelmi Képcsarnok kormánybiztosa 1896–; 1901−1914 igazgatója)[2]
- Peregriny János (1889−1897) titkár[3]
- Zichy István (1913–1919)[4]
- Felvinczi Takács Zoltán (1922–1937)[5]
- Vayer Lajos (munkatársa 1935-től, osztályvezetője 1945–1950)[5][6]
- Tápay-Szabó Gabriella (a Történeti Osztály vezetőjeként 1950–1955)
- Fejős Imre (1950−1963) osztályvezető[7]
- Rózsa György művészettörténész (1963–1995)